# Torre de las Américas (La Paz)
La Torre de las Américas es un rascacielos de estilo moderno ubicado en la metrópoli de La Paz en Bolivia. Fue inaugurado en 1979, con 29 pisos y una altura de 112 m.

## Características
Fue el primer rascacielos boliviano en tener estructura cilíndrica. Su construcción comenzó en 1977 y finalizó en 1979. En el momento de su inauguración era el más alto del país y uno de los de mayor inversión privada paceña, teniendo un costo de 38 millones de dólares. Ostentó por un año el título de uno de los rascacielos más modernos de Latinoamérica, hasta que en 1980 se concluyó el rascacielos del Banco Central de Bolivia.
Entre los pisos 2 y 6 está instalada una cadena de televisión y el resto está para uso residencial.